# هان يونغ أون
مان هاي أو هان يونغ أون  (بالكورية: 한용운)‏ كوري جنوبي، هو شاعر ومناضل ومصلح بوذي وناشط من أجل الاستقلال ومناهض للاحتلال الياباني.

## السيرة الذاتية
اسم مان هاي وهو اسم بوذي اختاره الشاعر والمصلح والمناضل هان يونغ أون (1879-1944) ليوقع به قصائده. ولد هان يونغ أون في مقاطعة تشونغ تشيونغ ب كوريا الجنوبية، وقبل توسيمه راهبا انخرط في مقاومة نفوذ اليابان في بلاده، الذي بلغ ذروته في سنوات الاحتلال الياباني 1905-1945، وقد بدأ في عام الاحتلال نفسه سيرته كراهب بوذي في معبد بائيكدامسا على جبل سيوراك.
ككاتب اجتماعي دعا مان هاي لإصلاح البوذية الكورية، وتناول شعره مقاصد الوطنية والحب، ومن أكثر مجموعاته السياسية شهرة ما نشره في عام 1926 حول أفكار المساواة والحرية، وكان من ملهمي المقاومة السلبية غير العنيفة في حركة الاستقلال الكورية. وكان هان يونغ أون أحد 33 عضوا وقعوا في عام 1919 وثيقة تاريخية باعتبارهم ممثلي الشعب لإعلان الاستقلال الكوري من السيطرة الاستعمارية اليابانية، وارتبطت قصائده بالتأمل الفلسفي للطبيعة وأسرار التجربة الإنسانية. وتمنح جائزة مان هاي سنويا تقديرًا لاسم هذا الشاعر واسهامه الوطني والأدب والإصلاحي، حيث تجاوزت أفكاره المتفانية عن الحرية والمساواة والتقدم والسلام حدودها الضيقة لتصل إلى عامة الناس، وأضاءت للشعب الكوري الطريق إلى الحركات الديمقراطية والشعبية، كما أثرت أفكاره الأدب الكوري الحديث، مما جعله مصدر طاقة للشعب الكوري، وهو ما أسهم في 29 يونيو 1996، وبمناسبة مرور ربع قرن على وفاة هان يونغ أون، بإنشاء جمعية تعزيز وممارسة أفكاره تحمل اسمه وتكرم من أسهموا بأعمالهم في تكريس أفكار السلام والخير للإنسانية في كوريا الجنوبية والعالم، وتُمنح الجائزة في فروع السلام، وخدمة المجتمع، والفن، والأدب.

## روابط خارجية
- هان يونغ أون على موقع الموسوعة البريطانية (الإنجليزية)